# Gerald Moira
Gerald Edward Moira (* 28. Februar 1888 in London; † 14. Februar 1959 ebenda) war ein britischer Maler und Bühnenbildner.

## Leben
Gerald Moira wurde 1888 in London geboren. Er studierte an der Westminster School of Art sowie an der Slade School of Fine Art. Er war bekannt für seine Wandgemälde und dekorativen Kunstwerke, die er für öffentliche und private Auftraggeber anfertigte. Er war aktives Mitglied der Royal Academy und beteiligte sich an zahlreichen Ausstellungen. Zudem wirkte er als Bühnenbildner und verband dabei seine malerischen Fähigkeiten mit der Gestaltung von Theaterdekorationen. Gerald Moira war Professor an den Royal Academy Schools und beeinflusste somit mehrere Generationen von Künstlern. Er starb 1959 in London.

## Werk
Gerald Moiras Werk umfasst großformatige Wandgemälde, die oft allegorische und symbolische Motive zeigen und durch einen dekorativen Stil geprägt sind. Seine Malerei ist durch lebendige Farben und einen klaren, flächigen Stil gekennzeichnet, der an den Jugendstil und den Präraffaelismus erinnert. Neben Wandbildern schuf er auch Porträts, Bühnenbilder und Illustrationen. Moira setzte sich intensiv mit der Verbindung von Kunst und Architektur auseinander.